# Boavista Futebol Clube (féminines)
Maillots
Actualités
Le Boavista Futebol Clube est un club de football féminin basé à Porto.

## Histoire
Les origines de la section féminine se trouvent courant de l'année 1967, ce qui fait du Boavista avec l'União de Coimbra, les deux premières équipes féminines de football au Portugal. Le département du football féminin fonctionne comme un système indépendant du département masculin, jouissant d'une liberté totale notamment en matière de gestion.
Avec 12 titres nationaux, le Boavista est donc une référence du football féminin dans tout le pays. La section féminine n'a jamais quitté le premier niveau national depuis sa création, néanmoins cela est interrompu lors de la saison 2018-2019.

## Résultats sportifs

### Palmarès
Le palmarès du Boavista FC comporte onze Championnat du Portugal et une Coupe du Portugal.
Le tableau suivant liste le palmarès du club actualisé à l'issue de la saison 2018-2019 dans les différentes compétitions officielles aux niveaux national et régional.
| Compétitions nationales | Compétitions régionales |
| - Championnat du Portugal (11) - Champion : 1986, 1987, 1988, 1989, 1990, 1991, 1992, 1993, 1994, 1995 et 1997. - Vice-champion : 1998, 1999, 2007, 2008, 2009 et 2012. - Championnat du Portugal de Division 2 - Coupe du Portugal (1) - Vainqueur : 2013. - Finaliste : 2007, 2009, 2010. | - Championnat de l'AF Porto (12) - Champion : 1980, 1981, 1982, 1983, 1984, 1985, 1986, 1987, 1988, 2002, 2003, 2004. - Coupe de l'AF Porto (1) - Vainqueur : 2003. |

### Bilan saison par saison
Le tableau suivant retrace le parcours du club depuis la création du Campeonato Nacional en 1985.
| Édition   | Division 1                           | Division 2              | Divisions régionales | Coupe du Portugal   | Supercoupe du Portugal | Coupe de la Ligue             |
| 1985-1986 | Vainqueur                            | Championnat inexistant  | Vainqueur            | Coupe inexistante   | Supercoupe inexistante | Coupe de la Ligue inexistante |
| 1986-1987 | Vainqueur                            | Championnat inexistant  | Vainqueur            | Coupe inexistante   | Supercoupe inexistante | Coupe de la Ligue inexistante |
| 1987-1988 | Vainqueur                            | Championnat inexistant  | Vainqueur            | Coupe inexistante   | Supercoupe inexistante | Coupe de la Ligue inexistante |
| 1988-1989 | Vainqueur                            | Championnat inexistant  | -                    | Coupe inexistante   | Supercoupe inexistante | Coupe de la Ligue inexistante |
| 1989-1990 | Vainqueur                            | Championnat inexistant  | -                    | Coupe inexistante   | Supercoupe inexistante | Coupe de la Ligue inexistante |
| 1990-1991 | Vainqueur                            | Championnat inexistant  | -                    | Coupe inexistante   | Supercoupe inexistante | Coupe de la Ligue inexistante |
| 1991-1992 | Vainqueur                            | Championnat inexistant  | -                    | Coupe inexistante   | Supercoupe inexistante | Coupe de la Ligue inexistante |
| 1992-1993 | Vainqueur                            | Championnat inexistant  | -                    | Coupe inexistante   | Supercoupe inexistante | Coupe de la Ligue inexistante |
| 1993-1994 | Vainqueur                            | Championnat inexistant  | -                    | Coupe inexistante   | Supercoupe inexistante | Coupe de la Ligue inexistante |
| 1994-1995 | Vainqueur                            | Championnat inexistant  | -                    | Coupe inexistante   | Supercoupe inexistante | Coupe de la Ligue inexistante |
| 1995-1996 | 3e                                   | Championnat inexistant  | -                    | Coupe inexistante   | Supercoupe inexistante | Coupe de la Ligue inexistante |
| 1996-1997 | Vainqueur                            | Championnat inexistant  | -                    | Coupe inexistante   | Supercoupe inexistante | Coupe de la Ligue inexistante |
| 1997-1998 | 2e                                   | Championnat inexistant  | -                    | Coupe inexistante   | Supercoupe inexistante | Coupe de la Ligue inexistante |
| 1998-1999 | 2e                                   | Championnat inexistant  | -                    | Coupe inexistante   | Supercoupe inexistante | Coupe de la Ligue inexistante |
| 1999-2000 | 3e                                   | Championnat inexistant  | -                    | Coupe inexistante   | Supercoupe inexistante | Coupe de la Ligue inexistante |
| 2000-2001 | 3e                                   | Championnat inexistant  | -                    | Coupe inexistante   | Supercoupe inexistante | Coupe de la Ligue inexistante |
| 2001-2002 | 4e                                   | Championnat inexistant  | Vainqueur            | Coupe inexistante   | Supercoupe inexistante | Coupe de la Ligue inexistante |
| 2002-2003 | 3e                                   | Championnat inexistant  | Vainqueur            | Coupe inexistante   | Supercoupe inexistante | Coupe de la Ligue inexistante |
| 2003-2004 | 1er Championnat de relégation Zone A | Championnat inexistant  | Vainqueur            | -                   | Supercoupe inexistante | Coupe de la Ligue inexistante |
| 2004-2005 | 4e                                   | Championnat inexistant  | -                    | -                   | Supercoupe inexistante | Coupe de la Ligue inexistante |
| 2005-2006 | 4e                                   | Championnat inexistant  | -                    | -                   | Supercoupe inexistante | Coupe de la Ligue inexistante |
| 2006-2007 | 2e                                   | Championnat inexistant  | -                    | Finaliste           | Supercoupe inexistante | Coupe de la Ligue inexistante |
| 2007-2008 | 2e                                   | Championnat inexistant  | -                    | -                   | Supercoupe inexistante | Coupe de la Ligue inexistante |
| 2008-2009 | 2e                                   | Championnat inexistant  | -                    | Finaliste           | Supercoupe inexistante | Coupe de la Ligue inexistante |
| 2009-2010 | 4e Championnat de relégation         | Championnat inexistant  | -                    | Finaliste           | Supercoupe inexistante | Coupe de la Ligue inexistante |
| 2010-2011 | 4e Championnat de relégation         | Championnat inexistant  | -                    | 1/4 de finale       | Supercoupe inexistante | Coupe de la Ligue inexistante |
| 2011-2012 | 2e                                   | 8e Série A              | -                    | Demi-finaliste      | Supercoupe inexistante | Coupe de la Ligue inexistante |
| 2012-2013 | 1er Championnat de relégation        | -                       | -                    | Vainqueur           | Supercoupe inexistante | Coupe de la Ligue inexistante |
| 2013-2014 | 1er Championnat de relégation        | -                       | -                    | 1/4 de finale       | Supercoupe inexistante | Coupe de la Ligue inexistante |
| 2014-2015 | 4e Championnat de relégation         | -                       | -                    | 1/4 de finale       | -                      | Coupe de la Ligue inexistante |
| 2015-2016 | 3e Championnat de relégation         | 4e Série A              | -                    | Demi-finaliste      | -                      | Coupe de la Ligue inexistante |
| 2016-2017 | 5e                                   | 2e (Gr. A) Phase finale | -                    | 1/8e de finale      | -                      | Coupe de la Ligue inexistante |
| 2017-2018 | 9e                                   | -                       | -                    | 1/4 de finale       | -                      | Coupe de la Ligue inexistante |
| 2018-2019 | 12e                                  | -                       | -                    | 1/16e de finale     | -                      | Coupe de la Ligue inexistante |
| 2019-2020 |                                      | 6e Seconde Phase        | -                    | 1/16e de finale     | -                      | -                             |
| 2020-2021 | 2e Phase de manutention Z. Nord      |                         | -                    | Compétition annulée | -                      | -                             |
| 2021-2022 |                                      | -                       | -                    | 1/16e de finale     | -                      | -                             |
| 2023-2024 |                                      | en cours                | -                    | 1/8e de finale      | -                      | -                             |

## Personnalités du club

### Entraîneurs
| Entraîneurs années 1980 - 1999 | Entraîneurs années 2000 - 2019 | Entraîneurs années 2020 - présent |
| - 1985-1992 : Júlio Santos     | - 2005 : Pedro Silva - 2007-2009 : Maria João Neves - 2009-7 mars 2011 : Anabela Silva - 10 mars 2011-28 mars 2011 : Sandra Silva & Fernanda Silva - 29 mars 2011-17 février 2013 : Alfredina Silva - 21 février 2013-2014 : Ivan Baptista - août 2014-22 novembre 2014 : Sandra Silva - 15 décembre 2014-juin 2015 : Artur Noronha - 2015-2018 : Alfredina Silva - 2018 : Filipe Figueiras - 2018-2019 : Alfredina Silva |                                   |